# Trường Trung học phổ thông Củ Chi
Trường Trung học phổ thông Củ Chi thành lập ngày 19 tháng 02 năm 1982, theo quyết định số 114/QĐ-BGDĐT của Bộ Giáo dục và Đào tạo.

## Lịch sử
Trường Trung học Công lập Củ Chi thành lập năm 1962, là một trong những trường Trung học đầu tiên của Huyện Củ Chi thời Việt Nam Cộng Hòa. Tới năm 1982 trường đổi tên thành Trường Trung học phổ thông Củ Chi.
- Giai đoạn thứ nhất: 13 năm trước ngày thống nhất (1962 – 1975), trường 05 lần thay đổi Hiệu trưởng. Hiệu trưởng đầu tiên là ông Trần Hữu Phương (thời kỳ mượn trường tiểu học Củ Chi), kế đến là ông Võ Văn Bon, ông Nguyễn Đức Thái, ông Đào Công Nghiệp và ông Nguyễn Hữu Huân là người bàn giao nhà trường cho chính phủ Cách Mạng Lâm Thời Cộng Hòa Miền Nam Việt Nam ngày 30/4/1975.
- Giai đoạn thứ hai: sau ngày thống nhất, trường được đổi tên là trường Phổ thông cấp 2, 3 Củ Chi do ông Huỳnh Văn Ninh làm trưởng ban điều hành. Đến năm 1981, khối cấp 2 tách ra, chỉ còn cấp 3, trường được đổi tên là Trường phổ thông cấp 3 Củ Chi và từ năm 1982 đến nay trường có tên là Trường trung học phổ thông Củ Chi.

Trong giai đoạn 1975 – 2020, trường 3 lần đổi tên, 9 lần thay đổi Hiệu trưởng. Hiệu trưởng đầu tiên sau giải phóng là ông Huỳnh Văn Ninh, kế tiếp là Nguyễn Văn Hoàng, Nguyễn Mạnh Khiêm, Lê Hồng Hải, Trần Quang Hùng, Nguyễn Khắc Hiền, Lê Hùng Sen, Trần Quang Hùng, Khưu Mạnh Hùng, Trần Hoàng Tịnh. Kể từ tháng 3/2025, bà Lê Thị Uyên - nguyên Hiệu trưởng trường THPT Quang Trung, được bổ nhiệm làm Hiệu trưởng trường THPT Củ Chi.

## Thành tích
- Huân chương Lao động hạng Ba (năm 2020).[2]
- 2 Cờ thi đua Xuất sắc trong năm học 2007 – 2008 và 2012-2013 do Ủy ban nhân dân Thành phố Hồ Chí Minh trao tặng .
- Bằng khen của Thủ tướng Chính phủ năm học 2012 – 2013.

## Cựu sinh viên nổi bật
- Võ Quốc Thắng [3]